# José María González García
José María González García (* 1950 Murcia Španělsko) je španělský spisovatel a sociolog. Je autorem děl jako La sociología del conocimiento hoy (1979), Afinidades electivas entre Max Weber y Kafka (1989), Las huellas de Fausto (1992), La herencia de Goethe en la sociología de Max Weber (1992) či Metáforas del poder (1998). Za dílo La diosa Fortuna (2006) obdržel v roce 2007 Národní cenu za esej.